# セビラバド (都市)

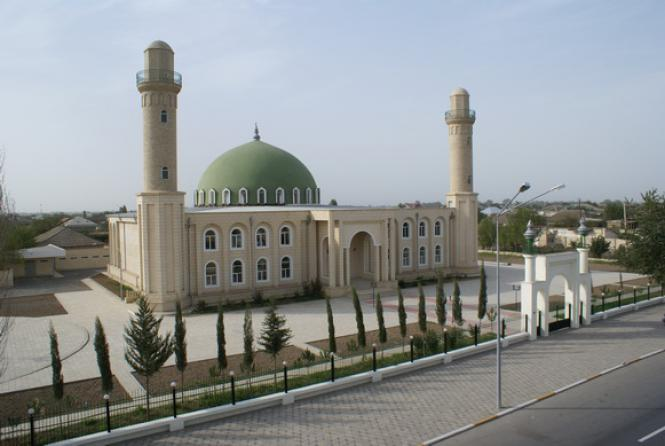
ヘイダーモスク

セビラバド（あるいはガラガユィンかペトロパヴロヴカ、ペトロパヴロヴスコユェ、セビラバド)とはアゼルバイジャンのサビラバド県の都の中の都市の一つ。都市はミルザ・アラクバー・サビールという詩人に祝意を表して改称された。セビラバドはアゼルバイジャン共和国のサビラバド県の行政の中心である。1935年に地区は従属都市の資格をもらった。

## 地理学
セビラバドはクラ川の右側の岸辺にある。
人工沈殿物が流布している。温和暖かい半沙漠風土と乾いた沙漠風土が統治している。大体灰色草原が流布している。半沙漠植物が地方で流行している。いくつかの地域では砂漠植物もある。生理食塩水半抽象化でよく塩生植物の上に分布する：黒褐色、桜色。彼らは球根の丘を形成する。ここはまたカツァル・シャクセヴディセィ、甘藍犀、毛虫、並びに当歳絨毯―塩辛い雄牛など。植物が会われる。半砂漠部類の中では苦艾と周縁のと短命の半砂漠が地方で広く流布している。ヨヴシャン半乾燥地帯の大部分は木綿と麦の下で耕作されている。

## 歴史
ゴレスターン州の1813年10月12日の和戦条約によるとアゼルバイジャンの汗国の部分がロシア人に進駐されたそう。ムガン領域もロシアに征伐された。ロシアで成就された行政的な領域再調整に付き1868年にバクーで新しい事故ジャヴァド・クラッシュが立てられた。ロシアのロシアとの合併の後でウクライナの大きい農民の一人がジャヴァドへ移駐された、そして集落は1888年からペトロパヴロヴカと呼ばれていた。ペトロパヴロヴカはバクー県のジャヴァド地方（ガザ）の部分であった。1901年にはその地方に農園が８７戸だけあった、そして1907年にはその地方でのロシアの村の数が13だった。1913年に木綿洗浄装置が一つあった、製造会社製粉所が二つ施行された。アゼルバイジャンがロシアに戻ってきてから1920年5月1日にペトロパヴロヴスクはサリアンガザの革命委員会の局地的な電源臓器になった。1921年5月1日から1929年4月8日までセビラバド地方はサルヤンのペトロパヴロヴスク地区として操作した。1929年4月8日に第六全アゼルバイジャンソ連会議の決定によりペトロパヴロヴスクのムガン区域と呼ばれた。1930年8月8日に中央執行委員会476号の断案の後で地区制度が廃止になってペトロパヴロヴスクは自由な地方になった。ほとんど一年間後の1931年10月7日にペトロパヴロヴスクはアゼルバイジャンの中央執行委員会の命令で私たちの古文での公の戯評の流祖のアゼルバイジャンの大きい詩人のミルザ・アラクバー・サビールという名前をもらった。

## ウェブリンク
- World Gazetteer: Azerbaijan – World-Gazetteer.com